# Loch Monna
Le Loch Monna est un sloop coquillier de la rade de Brest, bateau de pêche traditionnel utilisé jadis pour le dragage de la coquille Saint-Jacques à la voile. Il a obtenu le label Bateau d’Intérêt Patrimonial. 
Son immatriculation d'origine est BR 267586.

## Historique
Le nom Loch Monna vient de Locmonna (de Loc = Hermitage en breton et de saint Monna) ancien nom de Logonna-Daoulas. 
Le Loch Monna a été construit pour François Le Bot en 1956, par le chantier Tertu au Fret dans la presqu'île de Crozon. Il fut acheté en 1959 par Jean Touraine qui exerçait le métier de pêcheur coquillier en rade de Brest et de Saint-Brieuc. L'heure de la retraite arrivant, Jean Touraine voulant laisser son bateau dans le patrimoine maritime l'a vendu à Michel Crétien, un plaisancier, en 1993. Le bateau est ainsi sauvé de la casse à laquelle le destinait le plan Mellick. Il est refait partiellement aux chantiers du Guip à Brest. En 2003 il est vendu à Guy Trivas. 
Nouvelle vie pour le Loch Monna : il est racheté en juillet 2011 par Yann Roger qui souhaite le gréer en sloop à voile comme la Bergère de Domrémy, le Général Leclerc et le Saint Guénolé. Il est refait complètement au chantier de la Scoop navale de Cournouailles de Tréboul, avec l'aide financière de la Région Bretagne et du Conseil départemental du Finistère. Il porte maintenant une grand-voile, un flèche, une trinquette et un foc pour un total de 120 m² de voilure. 
Le Loch Monna a repris du service pour des sorties en mer pour le public en rade de Brest au printemps 2012. 
Il a participé aux fêtes maritimes de Brest en 2012 et 2016 et au Temps fête de Douarnenez en 2018.